# Il cosmo sul comò
Il cosmo sul comò è un film del 2008, suddiviso in quattro episodi, diretto da Marcello Cesena e distribuito nel circuito cinematografico italiano il 19 dicembre 2008. Si tratta del sesto film di Aldo, Giovanni e Giacomo ed il primo senza la regia di Massimo Venier.

## Trama
La storia si articola in quattro episodi, a cui fa da cornice la storia del Maestro Tsu'Nam, un sedicente maestro orientale cieco, sempre seguito dai suoi fedelissimi discepoli Pin e Puk. Il maestro è solito meditare ed esprimere continuamente "pillole di saggezza" all'ombra di un Ginkgo biloba. Quando lo fa percuote un potente gong, il Sacro Gong della Saggezza, che provoca ogni volta delle catastrofi (valanghe o eruzioni vulcaniche).

### Milano Beach
È il 3 agosto in una Milano deserta. Aldo, Giovanni e Giacomo devono partire per le vacanze con le rispettive famiglie. Aldo, padre di famiglia piuttosto sbrigativo e superficiale, sbaglia auto, scassinandone per errore una uguale alla sua e parcheggiata lì vicino, ed è costretto a subire le spese esagerate della moglie e a sopportare la bisbetica suocera. Giovanni, uomo estremamente pignolo e perfezionista, costringe i familiari ad aspettare chiusi in casa per 3 giorni per partire evitando l'esodo, ad attenersi alle sue rigide procedure e a seguirlo in vacanza partendo alle 5.30 del mattino. Giacomo cerca invece di convincere la moglie e la figlia, senza successo, a seguirlo in vacanza nel luogo previsto. Giovanni arriva per primo davanti a casa di Giacomo, e fa attendere la famiglia in auto. Poco dopo sopraggiunge Aldo, il quale, distratto alla guida da una discussione sui già citati problemi economici, frena di colpo dietro all'auto di Giovanni: una valigia cade dal portapacchi di Aldo e finisce su un fanale posteriore di Giovanni, rompendolo. Mentre i tre discutono su come pagare il danno, appare alla finestra la moglie di Giacomo, che per protesta lancia giù le valigie e urla, in riferimento alla destinazione del viaggio, "Quel posto mi fa cagare, chiaro?!", opinione condivisa da tutti tranne che dai tre mariti, scatenando una ribellione generale. Alla fine il gruppo, dopo un aperitivo molto fuori orario, decide di non partire per il mare e trascorre le vacanze bivaccando all'interno dello stadio Giuseppe Meazza, sul prato del campo.

### L'autobus del peccato
In una piccola parrocchia di provincia con la chiesa che cade a pezzi, il parroco Padre Bruno e il sagrestano Mario sono alle prese con diversi problemi economici, causati anche dal fatto che quest'ultimo (il quale ha anche la cattiva abitudine di origliare le confessioni), conteggiando le misere offerte dei parrocchiani dopo ogni messa, ne ruba di nascosto la maggior parte per cercare di realizzare un suo sogno: comprarsi una moto.
Amico dei due è Beniamino, un ragazzo innamorato della commessa di un negozio di articoli per animali domestici, al punto che, pur di vederla, va tutti i giorni al negozio e compra un sacchetto di biscotti per cani (che inizialmente tiene e poi inizia ad offrire a un cane randagio che incontra quotidianamente) e un pesce rosso (che mette nella fontanella della chiesa, che contiene quindi ormai decine di pesci), senza mai riuscire a dichiararsi alla ragazza, neanche consegnandole una lettera, a causa della sua timidezza.
Un giorno Beniamino entra per caso in possesso di una valigia piena di banconote da 500 euro, lanciata da un ladro durante un inseguimento, e lo confessa a Don Bruno in presenza del sagrestano. I tre cercano di nascondere i soldi in un sacchetto (con Mario che, ovviamente, cerca di prenderne una parte per sé) che però viene rubato dal cane, il quale lo lascia in strada, dove viene raccolto da un netturbino e gettato nel camion tritarifiuti. Alla fine Don Bruno, convintosi a non restituire il maltolto, riesce ad utilizzare il denaro restante per far ristrutturare la chiesa, mentre Mario scappa con i soldi che aveva rubato comprandosi la moto e Beniamino infila la sua lettera d'amore nella cassetta per le offerte per gli animali abbandonati del negozio, riuscendo quindi, a quanto pare, a dichiararsi.

### Falsi prigionieri
L'episodio è ispirato alla saga di Harry Potter; in una stanza di un castello ci sono alcuni famosi quadri che, in assenza di esseri umani, si animano e parlano tra loro. Ad un certo punto Aldo vuole andare a trovare il quadro di Maria Antonietta e lo fa riuscendo a staccarsi dal muro e muovendosi con la tela in equilibrio. Anche Giovanni prova a raggiungere allo stesso modo la Dama con l'ermellino, ma a metà strada perde l'equilibrio e gli cade la tela; riesce comunque ad arrivare a destinazione scivolando sul pavimento. Giacomo invece si vede arrivare, sempre in equilibrio, suo malgrado, il quadro di un marchese effeminato e, probabilmente, omosessuale.

### Temperatura basale
Dopo la nascita dei tre figli di Aldo e dei due figli di Giovanni, anche Giacomo e sua moglie, sposati da anni, desiderano disperatamente avere un figlio, ma purtroppo lui è quasi sterile, producendo spermatozoi molto deboli. Ai due viene detto che, per riuscire a concepire, occorre consumare un rapporto nel momento in cui la temperatura basale di lei si trova al valore utile di 38 gradi, cosa che accade sempre quando Giacomo è nelle situazioni meno adatte, ad esempio sotto la doccia oppure dal dentista. Questa situazione porta la coppia a recarsi da due dottoresse e da un luminare indiano che pratica la medicina ayurvedica, nel tentativo di ottenere la fecondazione. Tutti e tre si rivelano piuttosto incompetenti e le loro cure provocano solo ulteriore frustrazione a Giacomo. Alla fine, quando è ormai rassegnato, quest'ultimo trova per caso due neonati abbandonati in un cassonetto della spazzatura e decide di adottarli, portandoli a casa.

## Produzione
Il film è diretto da Marcello Cesena, già regista degli spot pubblicitari televisivi per la Wind Telecomunicazioni interpretati dal trio dal 2005.
Le riprese del film sono iniziate nel mese di giugno 2008 e si sono svolte per dieci settimane a Milano e dintorni. Per l'episodio L'autobus del peccato è stata utilizzata come location la Chiesa di San Cristoforo sul Naviglio e, per gli interni della chiesa, quella di San Vito di Gaggiano.

## Accoglienza

### Incassi
Nelle prime 5 settimane di programmazione, il film ha raccolto un incasso totale di 13,1 milioni di euro, di cui 2,4 nel primo weekend.

### Critica
Sul sito IMDb il film detiene un punteggio di 4.8/10.